# Rubus inferior
Rubus inferior es una especie de planta del género Rubus, perteneciente a la familia Rosaceae.

## Taxonomía
Rubus inferior fue descrita por Liberty Hyde Bailey en 1925.

## Distribución
Se encuentra en el territorio de Florida.